# Історія бурової справи на Україні
Історія бурової справи на Україні

## Початки буріння в Європі і, зокрема, Україні
Буріння перших свердловин в Європі відноситься до ІХ століття й пов'язане з видобуванням розчинів кухонної солі (Стара Русса), пізніше соляні промисли розвиваються в Балахані (ХІІ століття) і в Солікамську (XVI століття).
На соляних промислах застосовувалося ударне штангове буріння. Щоб уникнути ржавіння, бурові штанги виготовлялись дерев'яними; стінки свердловини закріплювали дерев'яними трубами.
Перший колодязь, закріплений трубами, був пробурений на воду в 1126 р. у провінції Артуа (Франція), звідси глибокі колодязі з напірною водою отримали назву артезіанських.
Першими гірничими спорудами на території України в Галичині були ями (дучки), копанки або колодязі, студні чи технологічною мовою шахти, шахточки.
Літературні джерела засвідчують, що такі гірничі споруди для видобутку нафти, а згодом і озокериту використовувалися на теренах Передкарпаття ще з кінця VII сторіччя. Ці гірничі виробки були глибиною від перших метрів до майже 200 метрів.
Від середини ХІХ ст. поширюється копання колодязів, що сягають все глибше і дають змогу підвищити видобуток цих корисних копалин.
Для спорудження таких колодязів потрібні були групи людей, що мали інструменти для виймання породи з верхніх шарів землі, а також механізми для транспортування людей та інструментів до колодязя, підйому гірської породи. Потрібні були також пристрої для гарантування безпеки гірників від отруйної дії газів. Глибина колодязів щораз збільшувалася, тому їх копання ставало все труднішим і несло загрозу для життя гірників.
У 1865 р. у Бориславі й на Волянці, на обох берегах Тисмениці, на площі близько десяти гектарів було понад 5000 колодязів (ям) завглибшки 35–40 м і більше, з яких добували ропу. Пізніше їх кількість зросла учетверо . На початку експлуатації вони давали в середньому по 100—150, в окремих виробках — до 1600 кг/добу продукції. Коли припливи нафти припинялися, колодязі поглиблювали.
З часом тягар праці гірників взяло на себе долото. Поглиблення отворів за допомогою долота стали називати верченням (бурінням), новий розділ гірничої справи — вертничою (буровою) справою, а гірничі споруди — свердловинами. Разом з тим не відмовлялися і від копання колодязів. Досить довго тривав період, коли перед бурінням копали колодязь просвітом 4 стопи і глибиною 30 саженів.
У 1860-х роках на нафтових територіях Прикарпаття розпочалися спроби буріння за допомогою ударів долота (бура) об породу. В основі цього методу лежать використання кінетичної енергії інструменту, що падає з певної висоти, та зміна цієї енергії на роботу руйнування скельних порід.
Це дало змогу при різних технологіях, спочатку ручного, а потім механічного ударного способу буріння заглиблюватися в надра на більші глибини — від 300 до 1500 м без використання людської праці на вибої.
Перші свердловини в Бориславі завглибшки до 250 м були пробурені у 1861 р.
1875 року в Бориславі на території площею 80 га діяло 75 великих та 175 малих підприємств, де працювало більше 10000 осіб.
В розвитку та використанні ударного буріння свердловин було кілька періодів, коли відбувалися істотні зміни його способів: ручне ударне; механічне ударне; за канадською системою; ударно-канатне; за пенсільванською системою. Існували і перехідні періоди, коли ще застосовувався старийтехнологічний процес, а новий ефективніший процес уже також широкого впроваджувався.
Тогочасна конструкція установки для ударного буріння з ручним приводом включала дерев'яну балку — «вахач», яку було укріплено на стояку. На кінці цієї балки встановлювали систему елементів — «верстат». Він складався з обкутих з обох кінців дерев'яних штанг, вантажу над долотом і долота різних форм. На другому кінці «вахача» знаходилися рукоятки (держаки), які полегшували працю робітників. Для зменшення віддачі удару під час зворотного руху служив так званий відбійник — балка, що вдаряла у задню частину «вахача» наприкінці коливального руху. З часом, коли досвід гірників збагатився, цей «верстат» обладнали ножицями Фабіана, які оберігали штанги від дії ударів, а також нескладним приладдям, що надавало штангам обертовий рух. Було запроваджено і так званий кондуктор, що служив для утримання напрямку долота.
Над свердловиною встановлювали дерев'яну вежу, або триногу. Через блок на вершині вежі протягували трос із так званою ложкою, за допомогою якої із дна отвору свердловини коловоротом виймали породу.
На зміну ручному приводу прийшло ударне буріння з механічним приводом — бурильний верстат, в якому для приводу «вахача» було використано локомобіль. Технічне рішення із застосуванням локомобіля впроваджували досить довгий період. Воно давало добрі результати, але несло небезпеку надмірно близьким розміщенням топки локомобіля від свердловини. Згідно з даними звітів того періоду, така бурова машина могла робити 20–25 ударів на хвилину і проходила 3–5 метрів за добу. Вдалося істотно полегшити інші супутні для буріння операції, такі як «ложкування», опускання та підняття бурових жердин, а також спуск обсадних труб у свердловину.
Розвиток виробництва парових котлів дав можливість розміщувати їх на деякій безпечній відстані від свердловини. Водяний пар, який продукували ці котли, приводив у рух машину, а та — весь привід бурового верстата: «вахач» та канатні барабани. Таку систему застосовували довгий час на нафтових площах Прикарпаття з подальшою модернізацією конструкції.
Найглибшою в Європі гірничою спорудою ударного механічного буріння була свердловина «Піонер Орів» з глибиною 2274 м. Інженерні розрахунки показували, що на таких глибинах втрачається ефективність ударного буріння через великі механічні втрати в системі долото — бурильний інструмент — поверхнева споруда. Крім цього із збільшенням глибини свердловин різко змінювалися пластові умови, передусім пластові тиски водоносних горизонтів, що унеможливлювали ударне буріння. Тому почав набирати широкого розвитку роторний (обертовий) спосіб буріння з використанням промивальних рідин.

## Ударне буріння канадської і польсько-канадської системи
Вільям Генрі Мак Гарвей, який приїхав до Прикарпаття із Канади приблизно у 1884 році, працював над впровадженням способу механічного буріння штангами, який названо канадським бурінням. Цей спосіб привернув увагу та отримав підтримку прихильників технічного прогресу.
У 1886 році уперше в одному з районів Борислава, на Потоці, розпочато буріння механічним ударним способом свердловини «Карпатський Раточин-1». Тут працював фахівець цього методу буріння Щепановські, який довів свердловину до нижніх горизонтів і одержав продукцію.
З розвитком буріння на Прикарпатті з'являються фірми, які здійснювали виробництво та ремонт бурового устаткування: фабрика «Perkins, Macintosh andPerkins» у Стрию з майстернями у Бориславі і Тустановичах; фабрика «Роман Гєршинський» і Спілка в Тустановичах; підприємство W.Wolski i K.Odrzywolski у Східниці; механічна майстерня «Dudziak-Mermon»; майстерня J.Dawidowicz-J.Meszaros у Бориславі; механічна майстерня TARAN у Тустановичах.
З бурінням перших свердловин канадською буровою машиною здобувався досвід, але одночасно виявилося, що її оригінальна конструкція не відповідає геологічним умовам прикарпатських родовищ. Зростала необхідність проходки більш глибоких свердловин, що зумовило проведення робіт з удосконалення як самого верстата, так й інструментів, які застосовували в процесі буріння.
В результаті було створено бурову машину — так звану польсько-канадську, яку довго використовували на нафтових площах Прикарпаття.
Ці вагомі прояви прогресу відбувалися протягом двох останніх десятиріч ХІХ ст. Коли із свердловини, пробуреної польсько-канадським способом у 1893 р. одержали великі припливи нафти, почалася нова хвиля нафтової гарячки. Наприкінці 1894 р. у цьому районі пробурили і викопали понад 12000 свердловин і колодязів, з них близько 4000 були діючими. У 1895 р. глибини свердловин досягали 800 м, і це спричинило значне зростання видобутку. Одночасно розширюються нафто-пошукові роботи в Тустановичах, Мразниці і Трускавці.
На початку ХХ сторіччя розвиток бурової справи на Прикарпатті визначався підвищенням зацікавленості щодо пошуків і відкриття родовищ нафти. Було застосоване ударне буріння, буріння штангами, вдосконалено конструкції машин, устаткування та обладнання, скорочено час буріння свердловин, причому свердловини ставали все більш глибокими. У1910 р. для глибини 1000—1800 м термін буріння свердловин становив 3–5 років. На той час уже були бурові машини різних типів, були впорядковані різні операції, що мали будівельний або монтажний характер, тобто спорудження веж, гірничих і машинних навісів, котельних і т. ін., створені ударні бурові машини, які можна було перевозити. Пересувну бурову машину з «вахачем», яку можна було перевозити, було виготовлено у 1912 році фірмою "Глінік" в м. Горліці (Польща). На Прикарпатті досить довго будували дерев'яні вишки. Згодом появилися сталеві вишки, що відрізнялися формою й розмірами. Разом з новими буровими станками і вишками були створені конструкції нових інструментів, що сприяло підвищенню швидкості буріння.
У 1907 році на теренах Борислава запровадили механізований видобуток нафти способом тлокування (поршнювання, свабування), що обумовило дуже велике збільшення продукції.
Знаменною подією в історії нафтової промисловості Прикарпаття було буріння свердловини «Ойл Сіті» в Тустановичах в районі Бориславі. У 1908 році з глибини 1016 м отримали потужний фонтан нафти з великою кількістю розчиненого газу(3000 т нафти, 900 тис. м3 газу).
Ударно-канатне буріння. Особливістю ударно-канатного буріння є використання тросів замість штанг.
У 1870 році в Бориславі замість штанг вже застосовуваликанати. Проте внаслідок відсутності устаткування, а також досвіду цей метод не був розповсюджений.
У 1912 році фірма «Симон» почала розвідувальне буріння в селі Дашава, а вже в 1913 р. тут одержали фонтан горючого газу.
Після Першої світової війни (1914—1918) застосовували машини та обладнання, що збереглися з передвоєнної пори, тобто бурові верстати, що працювали з використанням штанг. Протягом 20-х років відбувся перелом на користь канатної системи буріння.
Цьому сприяли різні фактори, насамперед те, що на Прикарпатті появилися фахівці нової генерації — випускники Гірничо-металургійної академії з Кракова і нафтового факультету Львівського політехнічного інституту. Тут зацікавлені особи отримували результати дослідних і теоретичних робіт з проблем буріння, в тому числі збільшення діапазону підняття долота, заміру відхилення стовбура свердловини від вертикалі, оптимальної конструкції інструментів, контролю якості обсадних труб тощо.
Велику роль у підвищенні рівня бурової діяльності відігравали і школи нижчого ступеня. Появляються випускники Гірничо-бурової школи з Борислава.
За короткий періодперед Другою світовою війною відбувалася ґрунтовна модернізація бурової справи, вдалося нормалізувати операції у процесі буріння, опрацювати численні робочі інструкції, механізувати деякі важкі та небезпечні операції, значно вдосконалити техніку та ефективність ізоляції припливу глибинних вод, удосконалити технологію спуску обсадних труб у свердловину по одній та в колонах, а також вимірювання відхилення осі свердловини від вертикального напрямку, розпочалися дослідження навантаження вишки під час операцій з обсадними трубами, удалося впровадити серед бригад буровиків правила праці з використання бокової свердловини під час виконання операції зміни інструментів.
До Прикарпатських нафтових промислів виявили інтерес великі акціонерні товариства: Вакуум ОйлКомпані і Галицьке нафтове карпатське товариство «Бергейм і Мак Гарвей»; "AktiengeselschaftfuerMineralien («Fanto»); Галицьке акціонерне товариство «Галіція»; товариство «Прем'єр»; підприємства «Брати Нобель», «RoyalDutchShell» та ін.. У 1927 р. було створено фірму «Польмін», у 1928 р. на базі кількох фірм, а передусім французьких, — нафтовий концерн «Малопольща».
Більшість великих та малих фірм проводили бурові роботи, але перехід від штангового методу буріння на канатний швидше та легше відбувався у великих фірмах. Невеликі фірми з дешевшим устаткуванням для «канадського» способу та дешевою робочою силою чинили опір застосуванню цього способу. В 30-ті роки ХХ сторіччя максимальна глибина свердловини у Бориславі становила 2274 м, це була свердловина «Піонер-1» на Орові, пробурена ударним способом. Вона була на той час найглибшою в Польщі і, можливо, в Європі. Загалом 1938 року у Бориславі пробурили 13207 метрів свердловин, проти 34096 метрів у 1929. Втрати на буріння свердловини до 1400 метрів в середньому в Бориславі складали 390 злотих за один метр і 475 злотих за один метр до глибини 1600 метрів. У Биткові один метр до глибини до 1100 коштував 290 злотих, а в Ріпне — 250 злотих за метр до глибини 550 метрів. У Ванькові ж один метр до глибини 500 м коштував тільки 200 злотих.

## Хронологія 1939—1981 рр
З кінця 1939 р.радянською владою на Прикарпатті замість сотень фірм створено п'ять великих промислів, що разом із озокеритовими шахтами, увійшли в об'єднання «Укрнафтовидобуток». У 1940 році цей трест організував буріння 65973 метрів гірських порід, в тому числі 2554 — розвідувальних. Бориславська контора буріння реалізувала 40933 м. Тут у бурінні перебувало 74 свердловини.
У 1941—1944 рр.під керівництвом німецької адміністраціїпробурено 123 неглибокі свердловини, в тому числі на ділянці МЕП — 20 свердловин, глибиною до 400 м. У Східниці свердловини СК 1-27, в Уричі — УР 1-25. Були й глибші свердловини — «Раточин -28» (1459), «Павло-4» (1450) — обидві на Маточині; «Герта» (1287) — на Волянці.
У 1943 р. розпочали бурити свердловини П-1 та П-2. Тут вперше освоїли обертове буріння і централізоване забезпечення бурових глинистим розчином.
У 1944 р. розпочали буріння однієї з останніх експлуатаційних свердловин «Ніагара-5» (№ 1169) ударним способом на линві з автономним опаленням для буріння, спуску обсадних колон, спуску-підйому долота і спуску-підйому лижки. Висота бурової вишки становила 22 метри. Буріння закінчили в 1948 р. досягнувши глибини 1441,5 метрів. Свердловину ввели в експлуатацію у травні 1948 р. Тоді вона давала більше 1 тонну нафти на добу. До листопада 1950 року її експлуатували тлоком (свабом), а потім перевели на ШГН.
У 1946—1949 рр. побудували, мабуть, останню нафтовежу висотою 41 м і бурили свердловину № 1541, що на Понерлі, роторним способом на електроприводі.
У 1947 р. за пропозицією головного інженера контори буріння А.Асланова впроваджено коронку-фрез з відбором ґрунту для обертового буріння.
У 1947 р.майстер Д.Мицак вперше застосував турбінне буріння свердловини № 1560 (Потік). Пізніше цим способом бурили свердловину № 1565. Наступного року турбінним способом пробурили 2380 м.
У 1952 р. турбінним способом пробурено 72 % всього метражу.
У 1953 р. розпочали поглиблення свердловин на 50–60 м на ділянці МЕП. Застосовували ударний спосіб з приводом від парової машини.
У березні1957 р. пробурена перша розгалужено-горизонтальна свердловина № 1543. У ній з різними азимутами пробурено п'ять стовбурів, з відстанню між вибоями від 40 до 120.
У 1957—1958 рр. на ділянці МЕП пробурили ще три розгалужено-горизонтальні свердловини № 1544, № 1545, № 1546. Їх дебіт був у три-чотири рази вищий, ніж старих навколишніх свердловин.
У 1958 р. за ініціативою Є.Іваницького, М.Пайкуша, В.Михалевича розроблено конструкцію модернізованої гідромішалки для приготування глинистого розчину гідромоніторним способом. Гідромішалка виготовлена в ремонтно-механічному цеху і встановлена на свердловині № 1705. Вона дала можливість збільшити продуктивність праці на названих вище операціях у 20 разів.
У1959 р. ввели в експлуатацію свердловину «Помірки-15», яка була пробурена як горизонтально-розгалужена із трьома стовбурами. Глибина основного з них складала 1697 м.
У 1961 р. працівники контори буріння Б.Кобрин, ЄГринчак, Р.Дудурак запропонували роторний спосіб буріння на бурових № 1606, «Опака-1» та «Опака-2» замість турбінного після спуску восьмидюймової технічної колони.
У 1961 р. вперше застосовували алмазні долота, діаметром 188 міліметрів у свердловині «Орів-21».
У 1962 р. за пропозицією А.Березюка, Б.Кобрина, В.Юзефовича, Л.Зборовського запропоновано використовувати соляну і парафінову нафту для збільшення питомої ваги глинистого розчину при бурінні свердловин в зонах поглинання Борислава.
У 1966 р. вперше у свердловині «Уличне-31» застосували буріння з продуванням вибою повітрям. Досягнуто проходки на долото 204 м і механічну швидкість 10,8 м за годину. За 1966—1970 рр. цим методом пробурили 9000 м.
У 1966 р. вперше в колишньому СРСР у свердловині «Попелі-4» застосували долото із надтвердого сплаву 13М, а в свердловинах «Північний Борислав-15» та «Іваники-9» — газотурбінний двигун.
У грудні1967 р., ввели в дію першовідкривачкуСтинавського родовища — свердловину «Улично-24», що давала з глибини 3639 м 50 т нафтової ропи на добу. Всього тут пробурили 12 свердловин, з яких на початок 1992 р. працювало ще 11.
У 1968 р. раціоналізатори БРКБ-1 А.Березюк та Е.Єгоров запропонували нову схему розташування і обв'язки циркуляційної системи для буріння свердловин.
У 1969—1975 рр. у Долинському нафтопромисловому районі, неподалік села Шевченкове, бурили параметричну свердловину «Шевченкове-1» до глибини 7510 м, де пластовий тиск сягав 1350 атмосфер, а температура — 185 0С.
У 1973 р. за пропозицією працівників РІТС-2 В.Андрушківа та ще семи осіб запровадили поєднання турбінно-роторного буріння із застосуванням алмазних доліт ЦСМ-292 або ЦСМ-267.
У 1974 р. працівники управління бурових робіт М.Андрушків, Ф.Сенишин, Е.Коваль, П.Попадинець запропонували спосіб безперебійного обваження глинистого розчину при газопроявах свердловин.
У травні1977 р., бурова бригада під керівництвом О.Михалюня та О.Іваницького успішно завершила буріння пошукової свердловини "Східниця-2" глибиною 6020 м.

У 1977 р. Раціоналізатори УБР Я.Матківський та С.Кулик розробили схему розташування силового приводу бурової установки «Уралмаш-ЗД», при якій бурова вишка розташовувалася на основі висотою 5 м.
У 1977 р. для буріння похило-спрямованих свердловин застосовували електробури з телеметричними системами СТЕ-164.
У 1978 р. працівник Бориславського УБР О.Ковальський розробив технологію вапняно-бітумних розчинів при бурінні надглибоких свердловин, яка була успішно впроваджена.
У 1978 р. працівники УБР Е.Лях, І.Стефанів, О.Бортник запропонували спосіб зниження вібрацій долота, розширювача і КЛС при поєднаному способі буріння, або при розширенні стовбура.
У грудні 1981 р. працівники ІІІ нафтопромислу ввели в експлуатацію свердловину «Монастирець-1» (глибина 5218 м), яка переливала нафтою з незначним дебітом (2 т/добу). На початку1993 р. це була найглибша видобувна свердловина в Україні.